# Amis de table d'hôte
Pour plus de détails, voir Fiche technique et Distribution.
Amis de table d'hôte est un film muet français réalisé par un réalisateur non identifié, sorti en 1910.

## Fiche technique
- Titre : Amis de table d'hôte
- Réalisation : réalisateur non identifié
- Scénario : Adrien Vély
- Photographie :
- Montage :
- Société de production : Société cinématographique des auteurs et gens de lettres (S.C.A.G.L)
- Société de distribution : Pathé Frères
- Pays d'origine :  France
- Langue : film muet avec les intertitres en français
- Métrage : 255 mètres
- Format : Noir et blanc — 35 mm — 1,33:1 — Muet
- Genre : Comédie
- Durée : 8 minutes 30 secondes
- Dates de sortie : 
  - France : 8 juillet 1910

## Distribution
- Moricey : le premier gentleman
- Georges Tréville : le deuxième gentleman
- Suzanne Demay : la voyageuse
- Albert Barré : le mari